# Wojna persko-turecka (1603–1618)
Wojna persko-turecka 1603-1618 – jeden z serii konfliktów zbrojnych pomiędzy imperium osmańskim oraz Persją rządzoną przez Safawidów. W okresie wojny na czele Turków na początku stał sułtan Ahmed I, a potem Mustafa I. W Persji natomiast władał szach Abbas I Wielki.

## Przyczyny
Persja za Abbasa Wielkiego przeszła wiele reform dotyczących wojska oraz administracji. Wyciszyła też bunty poddanych oraz pokonała wrogów ze Wschodu. Turcja była wyczerpana wojnami toczonymi w Europie, czyli z Austrią oraz Michałem Walecznym. Silne były też perskie dążenie do odwetu po klęsce z 1590 roku.

## Przebieg

### Pierwszy etap (1603-1612)
Działania prowadzone w ślimaczym tempie nie wróżyły nic dobrego. Wojna zapowiadała się na lata. W okresie między 1603 a 1607 rokiem Persowie odnieśli kilka zwycięstw. Odbili znaczną część tego, co Turcja zabrała im podczas ostatniej wojny. Wojska Abbasa zajęły Loristan, Azerbejdżan, przyłączyły ponownie wschodnią Armenię i fragment Kurdystanu. Persom sprzyjało wiele czynników:
- wyczerpanie Wysokiej Porty,
- w konsekwencji, obniżenie wartości bojowej wojsk tureckich,
- demoralizacja wojska i przypadki dezerterowania na stronę perską,
- brak zainteresowania władz Stambułu w przebiegu wojny,
- silne powstanie, tzw. dźalali, w Anatolii.

Po kilku latach walk, strony konfliktu doszły do porozumienia. Ogłoszono zawieszenie broni w 1611 roku, a w 1612 zawarto pokój w Stambule.

### Drugi etap (1616-1618)
Turcja zerwała pokój w 1616 roku lub Persja w 1617. Zakończono ją pokojem w Seravie w 1618 roku.

## Skutki
Na mocy pokoju w Stambule z 1612 Persowie uzyskali obszary, które zdobyli w toku działań wojennych. W zamian wzięli na siebie obowiązek płacenia pokonanej stronie konfliktu haraczu w formie 60 ton lub 200 bel jedwabiu w stanie surowym. Formalnie, ale tylko formalnie, nie był to haracz, a rekompensata za utracone przez Turcję ziemie, gdzie hodowano jedwabniki. Podpisany krótko potem pokój w Sarawie z 1618 roku zmienił nieco status quo ante bellum. Zmniejszono Persom haracz o połowę, a dotychczasowe granice zostały utrzymane. Nieoczekiwanym skutkiem zakończenia wojny na Bliskim Wschodzie była możliwość rozpętania przez Portę wojny z Rzecząpospolitą Obojga Narodów w 1620 roku. Osmanowie hołdowali bowiem zasadzie walki tylko na jednym froncie.